# Battaglia di Capo San Vincenzo (1681)
La battaglia di Capo San Vincenzo del 1681 fu una battaglia navale combattuta al largo di Capo San Vincenzo (Portogallo) il 30 settembre 1681 tra una squadra navale spagnola e una flottiglia della Marina brandeburghese nel corso della guerra ispano-brandeburghese. Si trattò della prima battaglia combattuta da una squadra navale brandeburghese fuori del Mar Baltico.

## Antefatti
Terminata la guerra d'Olanda (1672–1679), l'Impero spagnolo era debitore verso il principe elettore della Marca di Brandeburgo Federico Guglielmo I, di un sussidio di 1,8 milioni di talleri, che, nonostante gli sforzi della diplomazia, nel 1680 non erano ancora stati pagati. Già nel settembre 1680 il Principe Elettore aveva inviato nel Canale della Manica una piccola squadra navale, agli ordini del comandante olandese Claus von Bevern, davanti ad Ostenda, ov'era ancorata la nave spagnola Carolus Secundus, con un carico di lini e merletti del Brabante ed armata con 52 cannoni; con un colpo di mano la nave spagnola venne conquistata dalla squadra tedesca, portata a Pillau e qui, con il nuovo nome di Markgraf von Brandenburg, incorporata nella flotta della Marina brandeburghese.

## Svolgimento
Incoraggiato da questo primo successo della sua guerra di corsa, il Principe Elettore fece costruire una seconda squadra navale per combattere la Spagna. Il comando venne affidato a Thomas Alders, la cui nave ammiraglia era proprio la Markgraf von Brandenburg. Nel frattempo tuttavia anche la Spagna aveva messo insieme una squadra navale per togliere di mezzo la minaccia dei brandeburghesi contro il proprio naviglio. Quando Alders, con le sue sei navi, in parte effettivamente piccole, veleggiava lungo le coste portoghesi diretto a sud, per intercettare un convoglio spagnolo in arrivo dalle colonie americane, avvistò presso Capo San Vincenzo un gran numero di velieri. Nella convinzione che si trattasse dell'attesa flotta spagnola del tesoro, Alders attaccò, ma invece delle pesanti e lente navi mercantili che si attendeva, andò incontro ad una squadra da guerra di 12 galeoni e tre brulotti, comandata dal Marchese di Villafiel, che stava proprio cercando la squadra navale brandeburghese. Si combatté così una battaglia di due ore, che Alders infine perdette, a causa della grande superiorità numerica del nemico. Egli cercò rifugio nel porto della città portoghese di Lagos, ove i danni subiti in battaglia dalle sue navi, sotto la protezione dei cannoni portoghesi, poterono essere riparati, mentre la flotta mercantile spagnola, oggetto delle sue mire, approdava intatta al porto di Cadice. La squadra brandeburghese patì dieci decessi e circa trenta feriti in combattimento. Le perdite spagnole non sono note.

## Navi partecipanti alla battaglia

### Spagna
- 12 galeoni
- 3 brulotti

### Brandeburgo
- Markgraf von Brandenburg (ex Carolus Secundus, catturata nel 1680), 50 cannoni
- Fuchs, 20 cannoni
- Rother Löwe, 20 cannoni
- Eichhorn, 12 cannoni
- Prinzess Maria, 12 cannoni
- Wasserhund, 10 cannoni